# Planchonella costata
Planchonella costata (Maori: tawāpou) is een plantensoort uit de familie Sapotaceae.
Het is een kleine boom die een groeihoogte tot 18 meter kan bereiken. De boom heeft een grijswitte tot grijsbruine schors. De bladeren zijn leerachtig en aan de onderkant bleker van kleur. De bloemen zijn klein. De vrucht is 2,5-4 centimeter lang. De kleur van de vrucht varieert van rood tot bijna zwart wanneer deze rijp is, met twee tot vier harde smalle glanzende zaden.
De soort komt voor op het eiland Norfolk en op het Noordereiland van Nieuw-Zeeland. Op het Noordereiland komt de soort voor vanaf Te Paki in het noorden en verder zuidwaarts tot aan Manukau Harbour en het schiereiland Coromandel. Meer zuidelijker komt de soort voor op verspreide locaties tot aan de Oostkaap in het oosten en Kawhia Harbour in het westen. Sommige van deze zuidelijke gevallen worden geassocieerd met Pā-sites (Maorinederzettingen), en aangezien de glanzende zaden door de Maori's als halskettingen werden gebruikt, is het mogelijk dat deze soort in sommige delen van het zuidelijke Noordereiland is geplant.
Verder komt de soort voor op verschillende eilanden nabij de kust in de Golf van Hauraki, rond het schiereiland Coromandel, op Great Barriereiland en de Mokohinau-eilanden, op de Poor Knights-eilanden, de Hen and Chicken-eilanden en de Driekoningeneilanden.
De boom groeit in kustbossen op rotsachtige landtongen en puinhellingen, op winderige bergkammen en beboste eilanden en eilandjes. Hij groeit vooral in bossen met pohutukawa (Metrosideros excelsa), puriri (Vitex lucens), karaka (Corynocarpus laevigatus), whau (Entelea arborescens), kowhai (Sophora chathamica) en tawaroa (Beilschmiedia tawaroa). Op de eilanden nabij de kust groeit hij samen op met de boomsoort Nestegis apetala en Streblus spp., en Hoheria spp.

## Synoniemen
- Achras costata Endl.
- Achras novozelandica F.Muell.
- Bassia amicorum A.Gray
- Burckella amicorum (A.Gray) H.J.Lam
- Madhuca amicorum (A.Gray) J.F.Macbr.
- Planchonella novozelandica (F.Muell.) Allan
- Pouteria costata (Endl.) Baehni
- Sapota costata (Endl.) A.DC.
- Sersalisia costata (Endl.) Domin
- Sideroxylon costatum (Endl.) F.Muell.
- Sideroxylon novozelandicum (F.Muell.) Hemsl.

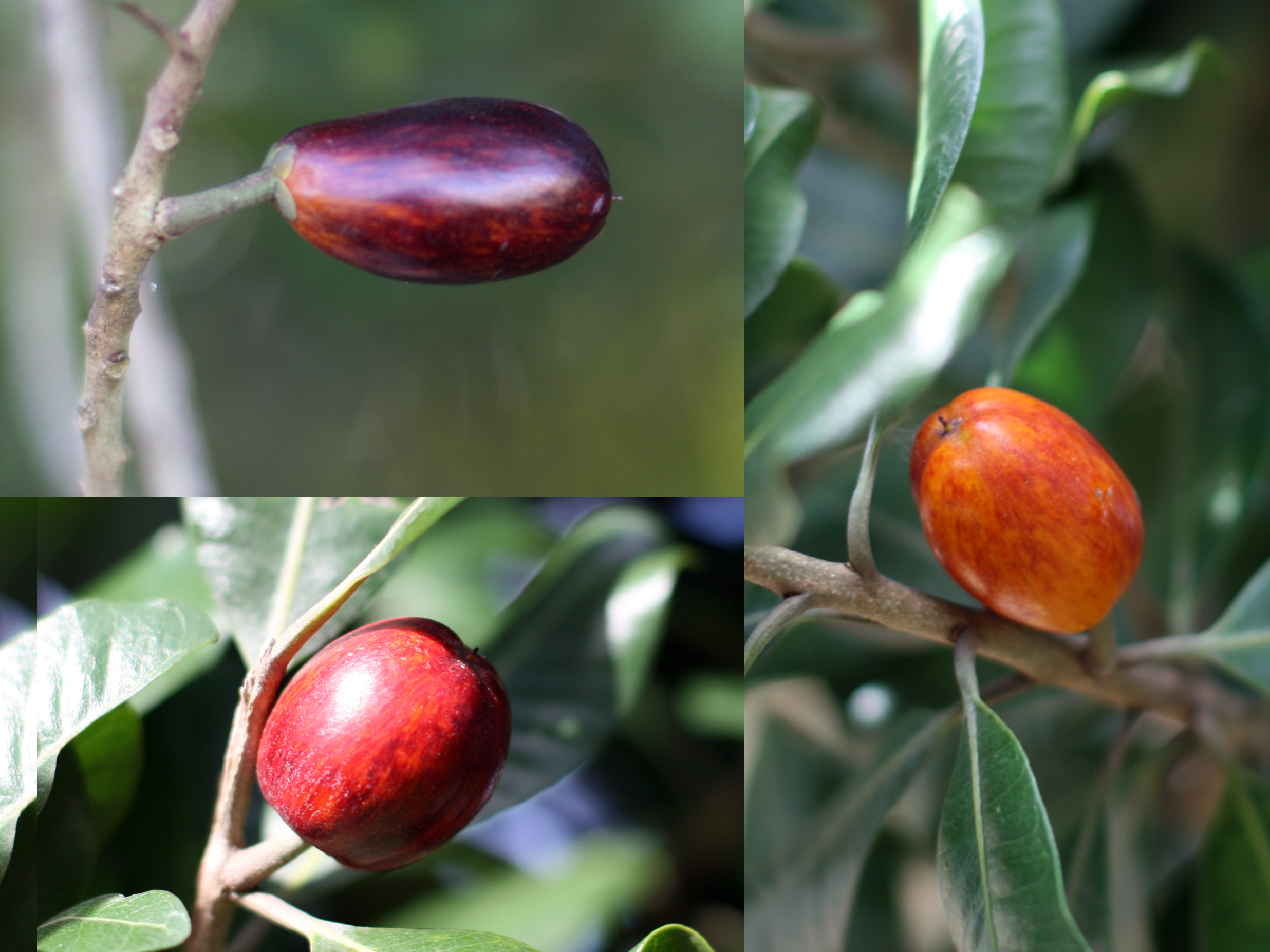
De kleur van de vrucht varieert van oranje tot donkerpaars.